# Rabat–Szala repülőtér
A Rabat–Szala repülőtér (franciául: Aéroport de Rabat-Salé, arabul: مطار الرباط سلا) (IATA: RBA, ICAO: GMME) egy nemzetközi repülőtér Marokkóban, Szale és Rabat közelében. Éves utasforgalma 873 305 fő (2022).

## Futópályák
A repülőtér futópályái:
- 03/21 (3500 m, 45 m, aszfalt)

## Légitársaságok és úticélok
| Légitársaság     | Célállomások |
| ---------------- | --- |
| Air Arabia Maroc | Agadir |
| Air France       | Párizs–Charles de Gaulle |
| Etihad Airways   | Abu Dhabi |
| Qatar Airways    | Doha |
| Royal Air Maroc  | Brüsszel, Laayoune, London–Gatwick, London–Heathrow, Madrid, Marseille, Párizs–Orly Szezonális: Jeddah                          |
| Ryanair          | Barcelona (2021 november 2-től), Beauvais, Charleroi, London–Stansted, Madrid, Málaga, Marseille, Rome–Ciampino, Seville, Weeze |
| Saudia           | Szezonális: Jeddah |
| Transavia        | Párizs–Orly |
| TUI fly Belgium  | Charleroi, Párizs–Orly |

## Forgalom
Az utasforgalom az elmúlt években az alábbi módon változott:
| Utasok száma | 334 675 | 366 816 | 372 145 | 485 713 | 684 213 | 873 169 | 924 686 | 1 100 846 | 299 415 | 873 305 |
|              | 2008    | 2010    | 2011    | 2013    | 2014    | 2016    | 2017    | 2019      | 2020    | 2022    |